# سلمک رنگ‌پریده
سَلْمَک رنگ‌پریده (انگلیسی: Chenopodium pallidicaule) یا کانیوا گونه‌ای از جنس سلمک است که از نظر ویژگی‌ها و کاربردها بسیار به کینوا (Chenopodium quinoa) شباهت دارد.
این گیاه که در زبان محلی با نام «کانیهوا» (cañihua) شناخته می‌شود، بومی کوه‌های آند است و بیش از ۲۰۰ رقم از آن وجود دارد. هزاران سال است که در منطقهٔ آلتی‌پلانو کشت می‌شود. کانیه‌وا ویژگی‌های کشاورزی منحصربه‌فردی دارد، از جمله مقاومت در برابر شرایط سخت ارتفاعات بالا، محتوای بالای پروتئین و فیبر خوراکی، و سرشار بودن از پلی‌فنول‌ها.